# Måsta

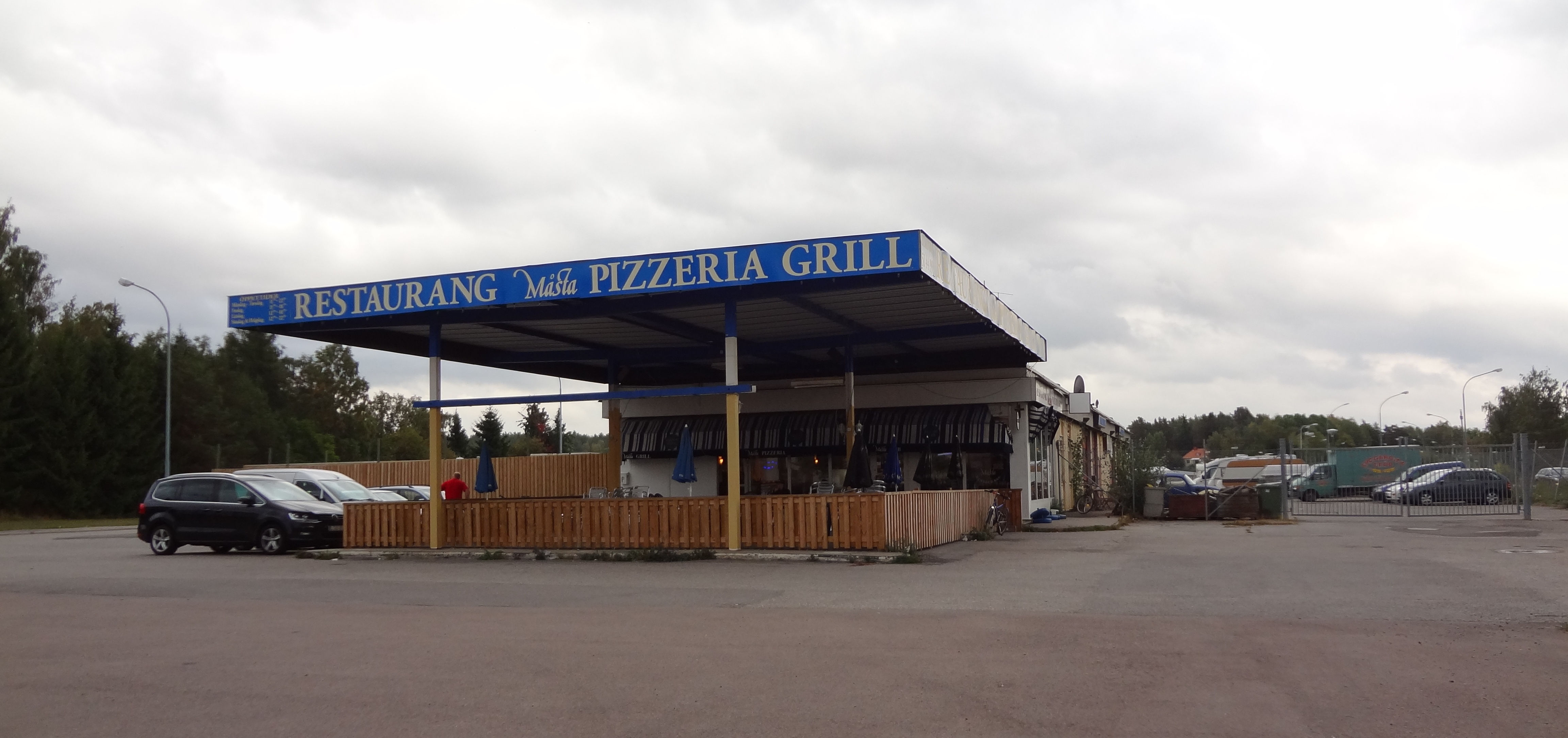
Centrala Måsta med pizzeria och bilmekaniker.

Måsta är ett bostadsområde i Eskilstuna, beläget i utkanten av Eskilstuna tätort, cirka 2 km från Eskilstunas centrumkärna. Egentligen kan man säga att Måsta är en del av Slagsta som också är ett bostadsområde. Måsta består dels av ett område med cirka 450 bostadsrättslägenheter, ofta kallat Måstaområdet (egentligen HSB:s BRF Slagtäppan) men där finns också en grupp av villor. Större delen av bostadsområdet (även Måstaområdet) är avstyckningar från Måsta gård.
Fram till 1970 var Måsta en egen tätort men uppgick då i tätorten Eskilstuna.
I anslutning till området ligger Slagstaskolan som är en populär kommunal låg- och mellanstadieskola. Åt andra hållet angränsar området till såväl strövområden som lantlig miljö med hästgårdar och åkermark. Friluftsområdet Årby naturreservats 5-kilometersspår passerar alldeles intill de östra delarna av villabebyggelsen. 
Området har gångavstånd till Slagsta centrum där ICA Supermarket, frisersalong och kiosk/spelbutik finns. I Måstaområdet finns pizzeria med fullständiga rättigheter, bilverkstad samt ett korttidsboende för barn och ungdomar med lindrig till måttlig utvecklingsstörning. Strax norr om Måsta, i den lantliga byn Hälltorp finns en gummiverkstad.
År 2010 invigdes det kommunala vård- och omsorgsboendet Måsta äng som är ett av kommunens största äldreboenden. Här finns också en restaurang som är öppen för allmänheten. Även hemtjänsten har sin utgångspunkt här.

## Galleri

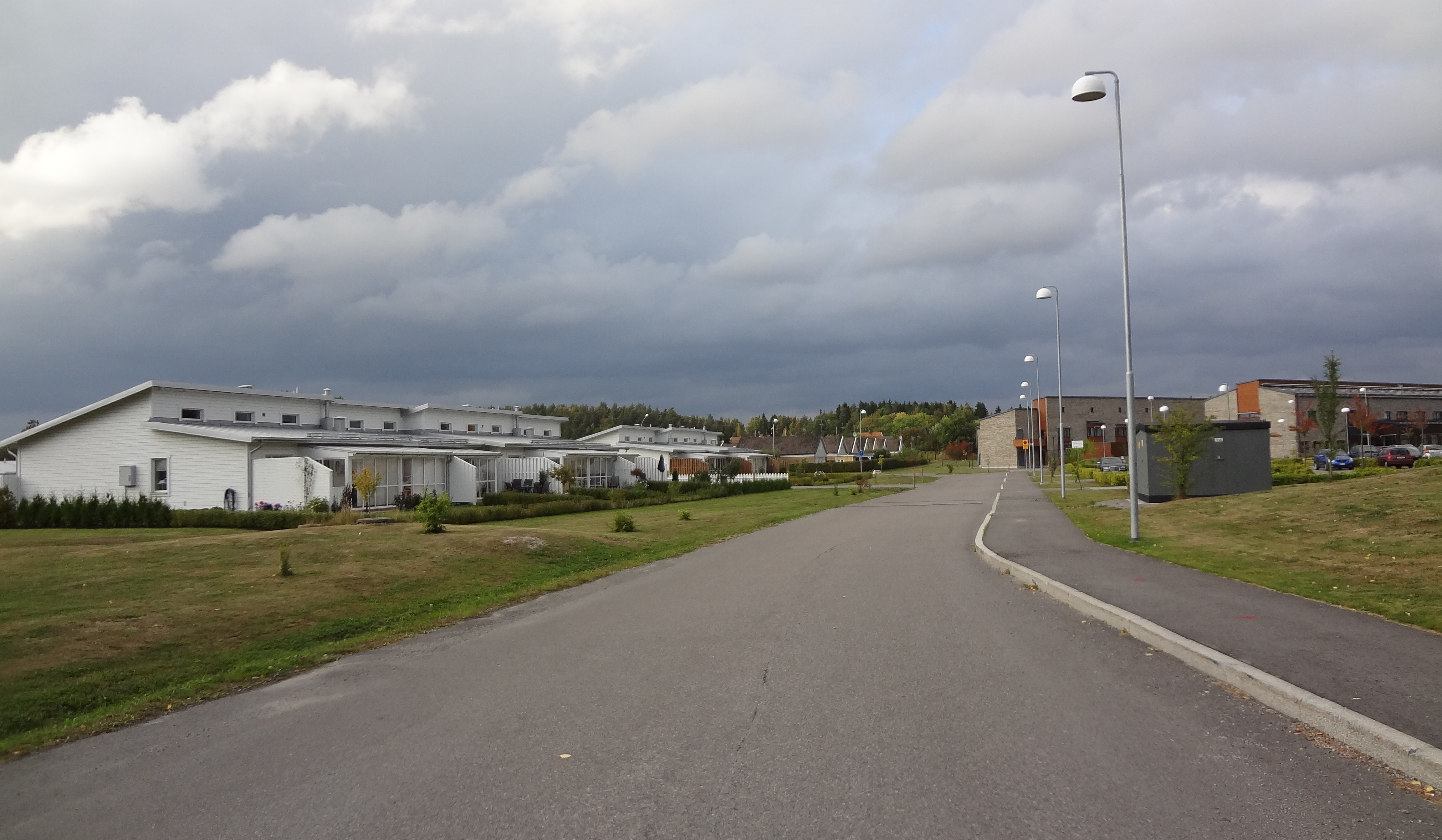
Måstaängsvägen, till vänster nyare hus, till höger äldreboendet Måsta äng.
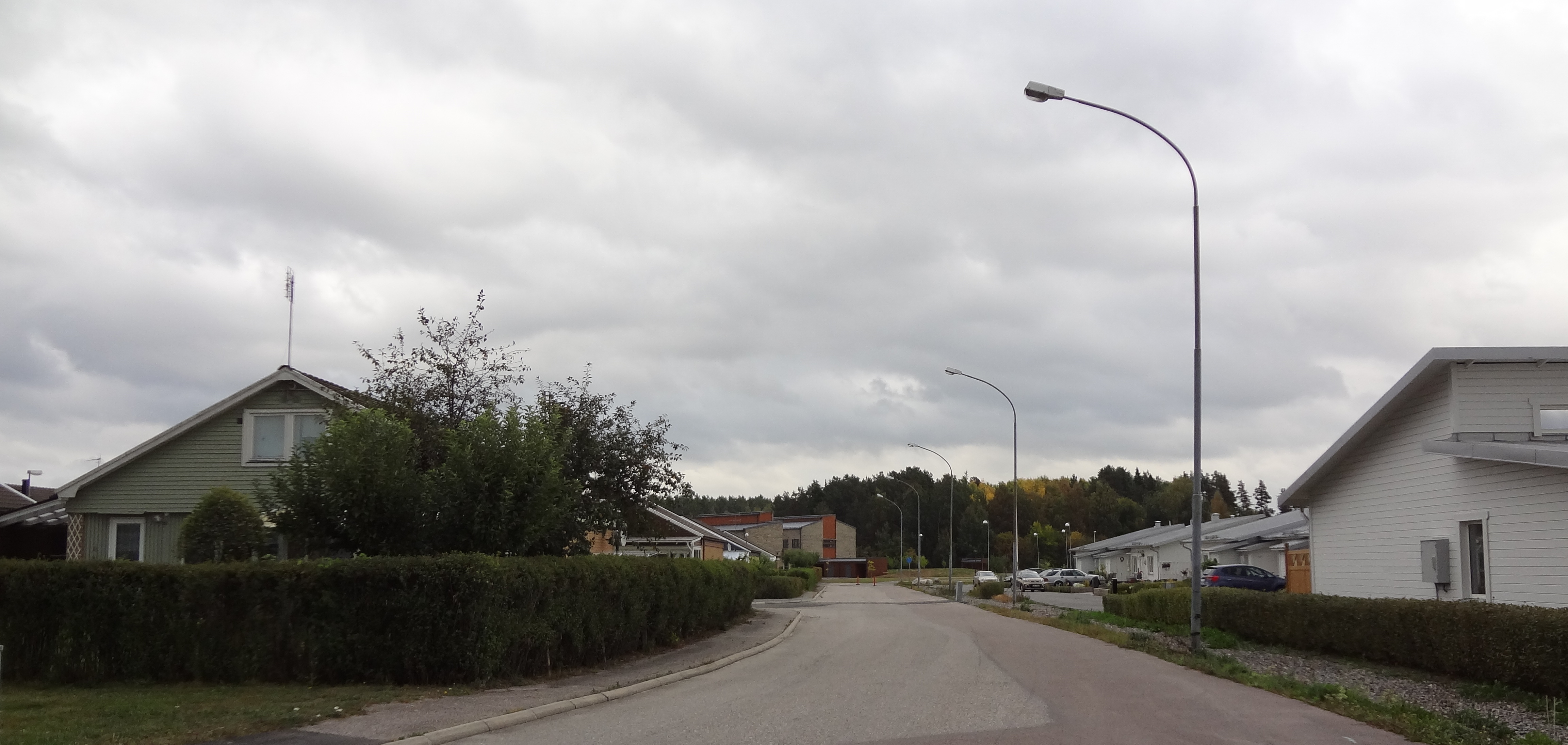
Berberisvägen, vill vänster äldre villor, till höger nyare radhus.